# Anisophyllea ferruginea
Anisophyllea ferruginea là một loài thực vật]] thuộc họ Anisophylleaceae. Loài này có ở Brunei, Indonesia, và Malaysia.